# Brunatna plamistość liści gruszy
Brunatna plamistość liści gruszy (ang. black spot of pear, leaf blight of pear, entomosporium leaf spot) – grzybowa choroba gruszy wywołana przez Diplocarpon mespili.

## Występowanie i objawy
Choroba występuje powszechnie we wszystkich rejonach uprawy gruszy. Wśród roślin uprawnych poraża także pigwę i nieszpułkę. W sadach nie wyrządza większych szkód, znacznie bardziej jest szkodliwa w szkółkach, powoduje bowiem osłabienie podkładek i zmniejszenie ich przydatności do okulizacji i szczepienia.
Pierwsze objawy choroby pojawiają się na liściach gruszy w maju. Początkowo są to jasnobrunatne, drobne plamy, ale wraz z rozwojem grzybni patogenu ciemnieją i powiększają się, wzrasta też ich ilość. Sąsiednie plamy często łączą się w dużą plamę mogącą obejmować znaczną część blaszki liściowej. Na powierzchni plam pojawiają się czarne drobne tarczki – acerwulusy grzyba. Porażone liście szybko opadają z drzewa. Patogen poraża również niezdrewniałe pędy. Ich kora w niektórych miejscach przebarwia się na ciemnobrunatno. Na porażonych owocach powstają drobne, brunatne wgłębienia. Porażone podkładki bardzo wcześnie tracą liście.

## Epidemiologia
Patogen zimuje w postaci grzybni na opadłych liściach. Wiosną tworzy na nich apotecja, w których powstają zarodniki płciowe (bazydiospory), będące głównym źródłem infekcji pierwotnych. Źródłem infekcji są także zarodniki bezpłciowe (konidia), które przezimowały na liściach, ale ich znaczenie w infekcjach pierwotnych jest niewielkie.
Okres inkubacji choroby wynosi około 10 dni. Na porażonych liściach i pędach grzyb tworzy acerwulusy, w których wytwarzane są konidia będące źródłem infekcji wtórnych.

## Ochrona
W rejonach, w których występuje brunatna plamistość liści gruszy do produkcji sadzonek nie należy używać wrażliwych na nią podkładek, np. gruszy pospolitej. Opadłe liście będące głównym inokulum patogenu należy grabić i niszczyć. Stosowane w sadach opryskiwania przeciwko parchowi gruszy ograniczają także występowanie brunatnej plamistości. W szkółkach ochrona chemiczna musi być intensywna. Do opryskiwań stosuje się fungicydy benzimidazolowe, diotiokarbaminianowe, IBE i miedziowe. Opryskiwać należy sadzonki od połowy maja, w razie deszczowej pogody co 2 tygodnie.